# 大住良之
大住 良之（おおすみ よしゆき、1951年7月17日 - ）は、日本のサッカージャーナリスト、サッカー指導者。サッカーマガジン編集長、FC PAF監督、日本スポーツプレス協会副会長、日本サッカー協会審判委員等を歴任。アジアサッカー連盟フットボール・ライター・オブ・ザ・イヤー受賞。

## 人物
神奈川県横須賀市久里浜出身。日本のサッカージャーナリストの先駆者的な存在で知られる。
栄光学園中学校・高等学校、一橋大学法学部卒業後、大学時代にアルバイトをしていたベースボール・マガジン社に1974年に入社、サッカーマガジン編集部に在籍。1978年以降は編集長を務めた。
1982年にベースボール・マガジン社退社。
その後はアンサーを経て1988年からはフリーとなる。
1998年にアジアサッカー連盟「フットボール・ライター・オブ・ザ・イヤー」を受賞している。
サッカージャーナリスト以外には、日本サッカー協会公認C級コーチングライセンスを取得し、1984年から女子クラブチームFC PAFの監督を務めている。
日本サッカーライターズ協議会事務局長、日本スポーツプレス協会副会長、日本サッカー協会女子委員会委員、日本サッカー協会審判委員会委員、日本サッカー協会殿堂委員会委員。

## 発言
2012年8月、ロンドンオリンピックのサッカー女子グループリーグ最終戦の南アフリカ戦後の会見において、大住は佐々木則夫監督が「後半途中に引き分け狙いを指示した」と述べたことに対して、「FIFAの規律委員会で問題になるのではないか。佐々木監督に何らかのペナルティーが与えられるかもしれない」と憂慮を示しつつ、「意図的に勝とうとしなかったことは明らかでフェアプレーの精神に反している」と批判した。大住のこの件は、FIFAが「規律委員会には掛けず懲罰の対象にもしない」という声明を出す事態にまで至った。

## その他
- 日本サッカーライターズ協議会事務局長
- 女子サッカークラブ「FC PAF」監督

## 出演番組
- 情熱報道ライブ「ニューズ・オプエド®」（不定期出演、NOBORDER NEWS TOKYO）

## 主な著書
- 『新・サッカーへの招待』（岩波書店、1998年）ISBN 400430556X
- 『浦和レッズの幸福』（アスペクト、1998年）ISBN 4893669923 - 一部浦和サポーターには「バイブル」とまで呼ばれている。
- 『ああいえば、こう蹴る』（ベースボール・マガジン社、2000年）ISBN 458303587X
- 『ワールドカップの世界地図』（PHP研究所、2002年）ISBN 4569620876
- 『理想のフットボール 敗北する現実』（双葉社、2004年）ISBN 4575296597
- 『代表戦記 - 二つのナショナル・チームが闘った600日』（日本経済新聞社、2004年）ISBN 4532164699
- 『サッカーの話をしよう 1～6』（NECクリエイティブ） - 同名の中日新聞・東京新聞の連載記事の単行本化。

## 脚註
1. ↑  『読売年鑑 2016年版』（読売新聞東京本社、2016年）p.568
2. ↑  “著者ご紹介”.   大住良之. 2011年12月23日閲覧。
3. ↑  サッカーW杯　ドーハの悲劇・本田｢魔球｣…不朽の名場面
4. ↑  FC PAF 20年間の友情物語 サッカーの話をしよう 2000年8月16日付
5. ↑  引き分け狙い…なでしこ、フェアプレー精神はどこへ 日本経済新聞 2012年8月1日
6. ↑  なでしこ監督「引き分け指示」　FIFAは「不問」 J-CASTニュース 2012年8月2日